# Loren Gold
Loren Gold je americký klávesista, skladatel a textař. Od roku 2000 ve velké míře jezdí na turné s různými umělci. Od roku 2009 jezdí na turné jako klávesista a zpěvák Rogera Daltreyho a od roku 2012 The Who.
Gold spolupracoval s těmito umělci: The Who, Roger Daltrey, Pete Townshend, Steve Winwood, Melissa Etheridge, Rita Wilson, Hilary Duff, Mandy Moore, Demi Lovato, Selena Gomez, Chicago, The Doobie Brothers, Joss Stone, Dave Stewart, Toni Braxton, Vanessa Hudgens, Jordin Sparks, Katharine McPhee, Dan Aykroyd, Y&T, Chace Crawford, Miranda Cosgroveová, AnnaSophia Robbová a jiní.